# Luboš Šuda
Luboš Šuda (* 18. April 1976 in Kralupy nad Vltavou, Tschechoslowakei) ist ein tschechischer Boxer, der im Cruisergewicht kämpft.
Sein Kampfrekord im Profiboxen zeigt 34 Siege, elf Niederlagen und ein Unentschieden. Sein größter Erfolg war ein Punktsieg über Fırat Arslan, einen der amtierenden Weltmeister der vier großen Weltverbände. Luboš Šuda versuchte sich auch im K-1, wo er bei seinem Ausflug in diesem Sport einen Sieg gegen den K-1-Kämpfer Gary Goodridge landen konnte.
Šuda ist verheiratet und hat Kinder. Er wohnt in seiner Geburtsstadt Kralupy nad Vltavou.